# 陣野英則
陣野 英則（じんの ひでのり、1965年 - ）は、日本の国文学者。専攻は、平安時代文学・物語文学。学位は、文学博士（2001年）（学位論文「源氏物語論 :表現の諸相と物語の論理」）。早稲田大学教授。

## 来歴・人物
福島県石城郡田人村（現・いわき市田人町）に生まれる。1988年、早稲田大学文学部哲学科を卒業して同大学院に進み、1998年に日本文学専攻博士課程を中退した。
2001年、「源氏物語論：表現の諸相と物語の論理」で文学博士の学位を取得した。同年より早稲田大学文学部専任講師となり、助教授（2004年）、准教授（2007年）を経て、2009年に文学学術院教授に昇任した。

## 著書
- 『源氏物語の話声と表現世界』（勉誠出版） 2004年11月
- 『源氏物語論 女房・書かれた言葉・引用』（勉誠出版） 2016年3月
- 『藤岡作太郎 「文明史」の構想』（岩波書店、近代「国文学」の肖像） 2021年8月

### 共編著
- 『源氏物語の鑑賞と基礎知識 no.38』（鈴木一雄監修、編著、至文堂、『国文学 解釈と鑑賞』別冊） 2004年12月
- 『テーマで読む源氏物語論』全3巻（今西祐一郎, 室伏信助監修、上原作和共編、勉誠出版） 2008年
- 『平安文学の古注釈と受容 第1集』（横溝博共編、武蔵野書院） 2008年9月
- 『光源氏と薫の世界 一冊で読む源氏物語 訳注付』（上原作和共編、武蔵野書院） 2009年4月
- 『平安文学の古注釈と受容 第2集 （鎌倉期物語享受の諸相 室町期古典学の可能性）』（新美哲彦, 横溝博共編、武蔵野書院） 2009年9月
- 『平安文学の古注釈と受容 第3集』（緑川真知子共編、武蔵野書院） 2011年5月
- 『世界へひらく和歌 言語 共同体 ジェンダー』（ハルオ・シラネ, 兼築信行, 田渕句美子共編、勉誠出版） 2012年5月
- 『日本「文」学史 第1冊』（河野貴美子, Wiebke DENECKE, 新川登亀男共編、勉誠出版） 2015年9月
- 『王朝文学と東ユーラシア文化』（小山利彦, 河添房江共編、武蔵野書院） 2015年10月
- 『近代人文学はいかに形成されたか 学知・翻訳・蔵書』（甚野尚志, 河野貴美子共編、勉誠出版） 2019年2月

## 論文
- ＜陣野英則